# Terremoto de Kamchatka de 1737
El terremoto de Kamchatka de 1737 ocurrió en la madrugada del 17 de octubre de 1737 cerca del extremo sur de la actual península de Kamchatka en Rusia. La conmoción se sintió aproximadamente a las 03:00 hora local por los residentes en la península y las Islas Kuriles. El terremoto golpeó a una profundidad superficial de aproximadamente 40 km debajo de la península. El terremoto tuvo una magnitud estimada de 9,3 en la escala de magnitud de momento.

## Terremoto
El terremoto se asoció con fallas de empuje en la zona de subducción marcada por la Fosa de Kuril-Kamchatka. El cálculo de la magnitud del terremoto utilizando datos de tsunami arrojó una magnitud de momento de 9,3.
Los estudios del terremoto han colocado la magnitud de momento de este terremoto en 9,3 y 8,5 en la magnitud de la onda superficial. Se cree que los tsunamis generados por este terremoto son los más destructivos y más grandes jamás producidos en la región, junto con el terremoto de 1952. Se cree que fue similar en tamaño o posiblemente más grande que el terremoto de 1952.

### Descripciones
Stepan Krasheninnikov, un explorador ruso, informó sobre los efectos del terremoto en su publicación de 1755 Descripción de la Tierra de Kamchatka. Según él, el terremoto duró 15 minutos y fue extremadamente violento. Muchas casas, construidas con madera y piel, pertenecientes a los indígenas fueron arrasadas. Se sintieron muchas réplicas incluso cuando golpeó el tsunami. Las réplicas continuaron hasta la primavera de 1738.
La deformación co-sísmica a lo largo de las costas fue tan drástica que los nativos no pudieron reconocer la región ni ubicar sus asentamientos.
A lo largo de la costa del mar de Ojotsk en Kamchatka, el terremoto y sus efectos no se notaron.

## Tsunami
En las islas Kuriles del norte, el tsunami tuvo una altura estimada de 20 metros y 30 metros en la bahía de Avacha. Se estimó una amplitud máxima de tsunami de 12 a 16 metros en Amchitka con base en la evaluación de la altura donde se encontró madera flotante en la isla. Cuando Georg Wilhelm Steller, un científico y explorador alemán visitó la región en 1740, notó los huesos de mamíferos marinos y la madera flotante descubierta muy por encima de la costa. También se encontraron árboles depositados en una loma con una altura de 70 metros. El libro de Krasheninnikov menciona un tsunami de 6,3 metros que inunda la costa. Otra ola de 63 metros barrió toda la costa, matando a muchos nativos y destruyendo sus asentamientos. La fuerza del tsunami fue tan poderosa que arrastró tierra y arena, revelando las rocas del sótano del segundo estrecho de Kuriles.